# ステージマジック

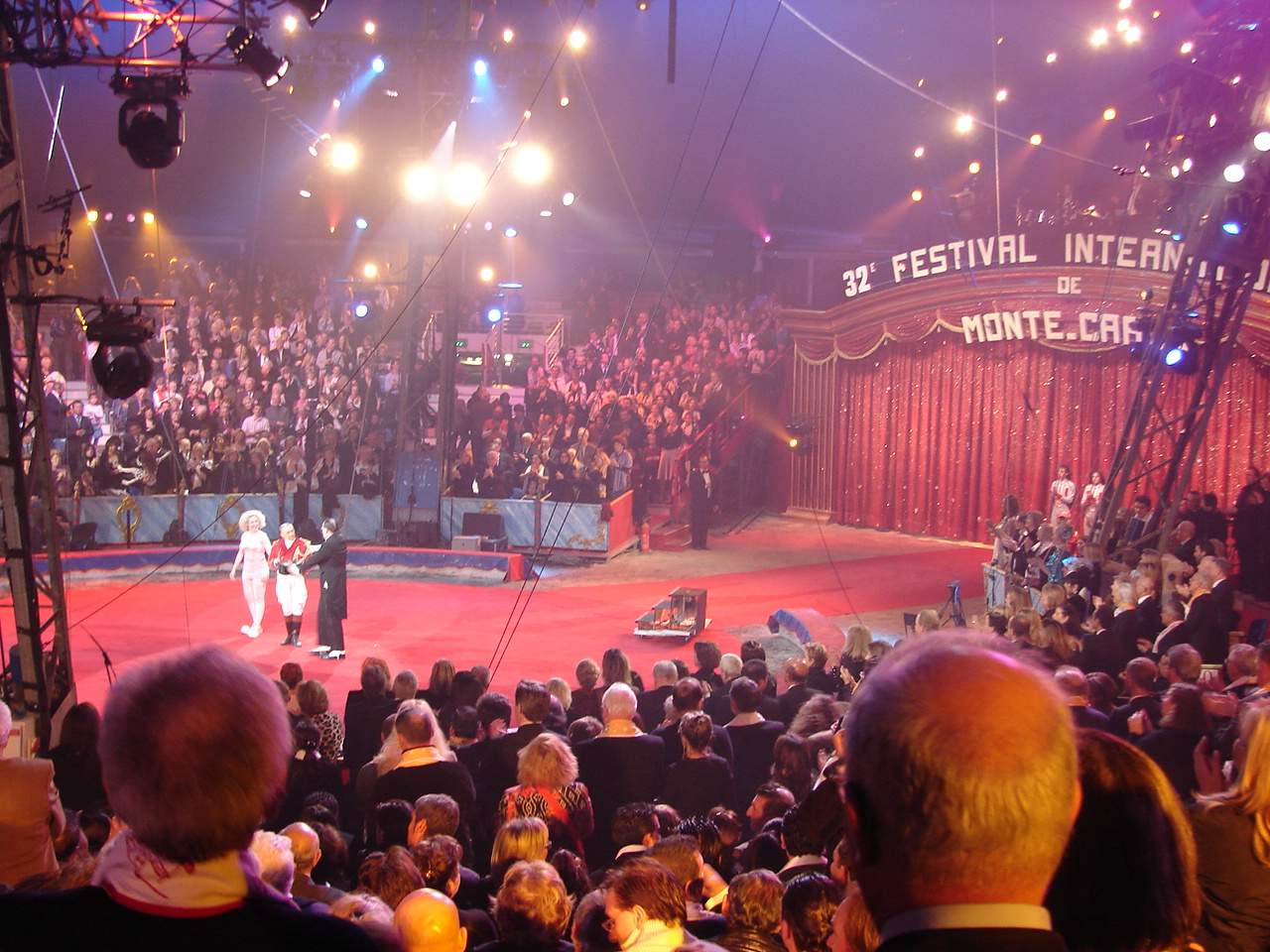
ステージマジック

ステージマジック（英語:Stage Magic）は、マジックの形態のひとつで、ある程度の大人数の観客に対してマジシャンがステージ上で演技して見せるもの。
逆に少数の観客に対して至近距離で見せる形態はクロースアップマジックという（両者の中間がサロンマジック）。
クロースアップマジックと比較すると、大規模な出現・消失などビジュアルで派手な現象を起こすことができるというメリットがあるが、観客に道具を調べてもらったり演技に協力してもらったりといったコミュニケーションがとりづらいというデメリットもある。

## 代表的なステージマジック
カードマニピュレーション
空中からトランプのカードを出現させるなど、カードを用いたマニピュレーション。
扇形に開いた状態で次々と空中からカードを取り出すファンカードプロダクション、両手を組んだ状態からカードを出現させるインターロックド・カードプロダクション（木の葉カード）、5枚のカードを次々と空中へ消し去る5枚カード、カードの裏面のデザインが変化するファンカードルーティン、巨大なカードを出現させるジャンボカード（またはマンモスカード）など。
カードの出現と消失＋ファンカードによって手順を構成するマジシャンが多い。
サイズは普通のトランプに近い、またはまったく同じものを使用するマジシャンも居るが、この演技専用のカードも販売されている。
使用するカードは演技の内容やマジシャンの好みによって異なるが、市販のカードを加工して使用する場合もある。
演技上、カードの表（数・マークなど）が何であるかはあまり気にされないが、裏面はデザインによって扇状にカードを広げた時の模様が変化するため、しばしばカラフルなものが使用される。カードを扇状に広げることをファンといい、マジシャンはファンがしやすいようにカードにロウを塗ることがある。この場合、ロウはカードを滑りやすくするのではなく、カード全体の摩擦を同じくらいに調節する役割を果たすことになる。
日本でよくミリオンカードといわれるが、これは石田天海が日本に伝えたときに考案した名前である。
コインマニピュレーション
コインを用いたマニピュレーション。コインを次々と出現させてバケツに投げ込んでいくマイザーズ・ドリームなど。
シガレットマニピュレーション
シガレット（煙草）を用いたマニピュレーション。シガレットの出現、消失、分裂、さらにはシガレットを飲み込んだり口から吐き出したりすることもある。
ディスクマニピュレーション
CDを用いたマニピュレーション。CDの出現、消失、分裂、カラーチェンジなど。
フローティングボール
ボールが宙に浮くマジック。ゾンビボール、アストロスフィアーなど。
シンブル
シンブルとは指抜きのこと。マジシャンの指先のシンブルが出現・消失・移動・色の変化などを繰り返す。
ウォンド
ウォンドとは、魔法をかける棒のことであり、上記のシンブルと組み合わせて演じられることが多い。ウォンドの出現・消失・増加・減少・色の変化など
学生マジックの代表であり、人気演目である。
緒川集人や加藤陽(2009年FISMマニピュレーション部門1位)が有名である。
フラワーマジック
花を用いたマジック。空中から無数の花を出現させるミリオンフラワーなど。
リンキング・リング
輪を使ったマジックでチャイナ・リング、チャイニーズ・リングとも呼ばれる。複数の輪が連結したり分離したりする。使われる輪の個数は3本、5本、6本、9本などさまざま。
連結した状態の輪を使って形をつくる場合がある（ブランコ、四葉のクローバー、花、蝶など）。
手順としてはダイ・バーノンが1950年代に発表した「シンフォニー・オブ・ザ・リング」がある。
ポケット・リング、ミニ・リングと呼ばれるサイズが小さめの4本1組のセットもクロースアップマジック・サロンマジック用に販売されており、紀良京祐、ＳＩＮなどが手順を発表している。
中国の奇術師によってヨーロッパに伝えられ、1837年にフランス人の奇術師フィリップが西洋人として始めた演じたというのが定説となっているが、バート・ウォーレイは300年以上前からヨーロッパで演じられていたという説を展開している。
日本においては、1764年の『放下筌』において金輪の曲（かなわのきょく）として紹介されている。
ロープマジック

ロープマジックはステージマジックとしてだけでなくクロースアップマジック、サロンマジックとしても幅広く演じられる。
シカゴの四つ玉
詳細は四つ玉を参照。
動物を使ったマジック
ハト、ウサギなどの動物を出現（あるいは消失・分裂）させたり、美女がライオンに変身するといった動物を交えたマジック。ハト出しはランス・バートンや島田晴夫が得意としている。
ダンシングケーン
ダンシングステッキともいう。杖が空中を踊るように浮遊するマジック。
メリケン・ハット
単にメリケンともいわれる。空の帽子の中から紙風船、色テープ、タバコなどあらゆるものを出現させる。
ピラミッド
金色の板の表裏を見せ、それをピラミッド型に組み立てる。そして中からシルク（絹製のハンカチ）などを出現させる。
エッグ・オン・ファン
紙屑や白い花びらなどを扇子の上に乗せ、弾ませているとどんどん大きくなって最終的には卵に変化する。最後に卵を割って中身を皿やグラスなどにあけ、本物であることを示す。日本では扇子玉子と呼ばれている。
考案者はわかっていないが、アメリカでは1930年代に、トミー・マーチン、マックス・スターリング、グレイト・カルモなどが得意としていた。
イリュージョン
大掛かりな装置などを用いたものはイリュージョンと呼ばれることがある。人体切断、人体交換、巨大水槽からの脱出など人間自体がかかわるものが多い。イリュージョンを演じるマジシャンのことをイリュージョニストという。